# Areopagitica

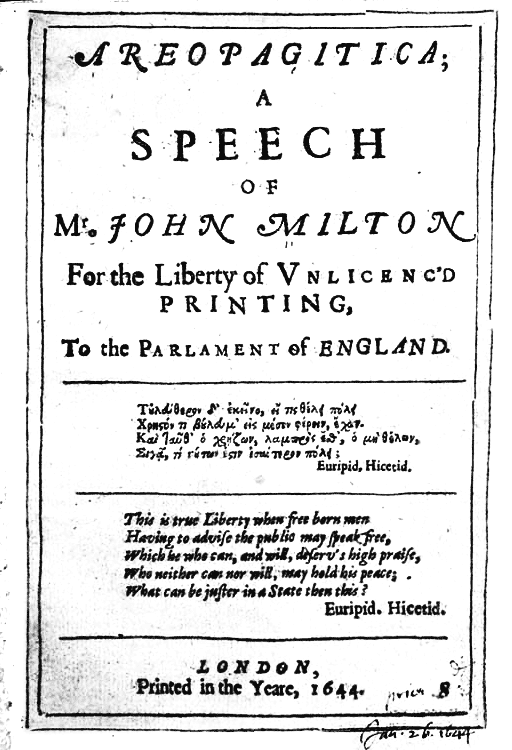
Deckblatt der Publikation der Areopagitica von 1644

Areopagitica; A Speech of Mr. John Milton for the Liberty of Unlicenc’d Printing, To the Parlament of England ist ein 1644 von John Milton verfasstes Traktat. Es ist an die Adresse des Englischen Parlaments gerichtet und wendet sich gegen die von diesem 1643 wieder eingeführte Praxis der Vorzensur (licensing), welche die Zustimmung staatlicher oder religiöser Autoritäten zur Voraussetzung von Druck und Publikation eines Buches machte. Das Traktat argumentiert nicht gegen eine Nachzensur, also das eventuelle Verbot eines Buches nach der Publikation. Milton orientierte sich bei der Schrift an einem antiken Vorbild desselben Titels von Isokrates.

## Argumentation
Miltons zentrales Argument ist der negative Einfluss der Vorzensur auf die Verbreitung der Wahrheit. Die Vorzensur schadet – als ein auch vom Protestantismus übernommenes Mittel der katholischen Inquisition –, indem sie die Verbreitung der Wahrheit zum Amt von wenigen Personen mit zweifelhafter Qualifikation macht und damit im schlimmsten Fall ein gutes Buch unterdrückt, den Menschen dadurch Wahrheit vorenthält und damit, in Miltons Worten, ein Verbrechen begeht, das einem Mord an einem Menschen gleichkommt.
Sie nützt auch niemandem, weil selbst die Unterdrückung von realen Irrtümern der Wahrheit überhaupt nicht zuträglich ist. Denn in einer offenen Auseinandersetzung, so Milton, sei die Wahrheit dem Irrtum letztlich immer überlegen. Er geht sogar davon aus, dass die Wahrheit sich erst in dieser Auseinandersetzung mit dem Irrtum durchsetzt und zeigt, und schreibt ihr dann, ähnlich der Tugend, die das Laster kennt und ihm dennoch widersteht, einen höheren Wert zu. Aus diesen Gründen ist eine Vorzensur abzulehnen.

## Bedeutung
Miltons am 23. November 1644 erstmals veröffentlichtes Traktat wird von vielen Autoren als locus classicus der Argumente gegen die Vorzensur betrachtet. A. C. Grayling behauptet in seinem Buch Freiheit, die wir meinen sogar, Milton habe mit seinem Traktat und der Behauptung, dass die Masse eher die Wahrheit finden könne als wenige Amtsinhaber, den Keim der britischen Demokratie gelegt. Der konkreten Absicht der Schrift war mit 51-jähriger Verspätung Erfolg beschieden: Das englische Parlament erneuerte 1695 den Licensing Act nicht mehr.